# Deportivo Las Sabanas
El Deportivo Las Sabanas es un equipo de fútbol de Nicaragua que juega en la Segunda División de Nicaragua, la segunda categoría de fútbol en el país.

## Historia
Fue fundado en el año 2009 en la ciudad de Madriz originalmente como un equipo de categorías menores pero que más tarde colocaría a un primer equipo para participar a escala nacional.
Como parte de la Segunda División de Nicaragua no era uno de los equipos favoritos para el ascenso a la primera división, pero logra ganar el título del torneo clausura 2019 sorpresivamente al vencer en la final al FC Brumas, lo que le daba el derecho de disputar el ascenso ante el FC Gutiérrez, el campeón del torneo apertura 2018 y que también fue un campeón sorpresivo.
En la final de la Segunda División de Nicaragua para definir el ascenso lograron ganar 3-2 en el marcador global al perder 1-2 en el partido de ida en Estelí pero ganaron 2-0 en Madriz y jugarán en la Primera División de Nicaragua por primera vez.

## Palmarés
- Segunda División de Nicaragua: 1

Clausura 2019
- Tercera División de Nicaragua: 1

2009